# Lophocampa agassizii
Lophocampa agassizii är en fjärilsart som beskrevs av Alpheus Spring Packard 1864. Lophocampa agassizii ingår i släktet Lophocampa och familjen björnspinnare. Inga underarter finns listade i Catalogue of Life.